# 동기속도
동기속도는 교류를 전원으로 하는 회전기 (전동기와 발전기)에 있어서 자계에 교류 전류를 인가할 때, 고정자에 생기는 회전 자계의 회전속도를 말한다. 

## 동기속도의 식
동기 속도 Ns (rpm)은 교류전원의 주파수 f (Hz)와 자극의 수 p에 의해 결정된다. 
{\displaystyle N_{s}={\frac {120f}{p}}} [rpm]
한국에서의  전력 주파수는 60Hz이므로, 이 주파수의 교류 기전력을 낸다.
동기 속도와 실제의 회전자의 회전속도가 같은 상태를 동기된 상태라 말한다。
동기속도와 실제의 회전 속도가 동기하는 회전기를 동기기, 그렇치않은 것을 비동기기라말한다. 
동기기에 대해 부하가 지나치게 크면 동기속도와 실제의 회전 속도가 일치하지 않게 된다. 그러한 상태를 탈조라 말한다. 통상의 동기기는 가끔 탈조하여 자력으로 동기상태로 복원하는 것이 곤란하기 때문에 운전을 정지시키는 것이 바람직하다. 
자극의 수 p (rps)는 교류전류의 주파수 f 와 동기속도 Ns에 의해 결정된다. 
{\displaystyle p={\frac {120f}{N_{s}}}}